# Assemblea dell'Irlanda del Nord (1973)
L'Assemblea dell'Irlanda del Nord (in inglese: Northern Ireland Assembly) fu un'assemblea legislativa istituita dal governo del Regno Unito il 3 maggio 1973 per ripristinare il governo devoluto in Irlanda del Nord con un esecutivo di condivisione del potere composto da unionisti e nazionalisti. Fu abolito dal Northern Ireland Act 1974.
Le elezioni si sono svolte il 28 giugno 1973. Il Northern Ireland Constitution Act 1973, che ha ricevuto la sanzione regia il 18 luglio 1973, ha abolito il parlamento dell'Irlanda del Nord, istituito la carica di governatore e ha previsto un'amministrazione devoluta composta da un esecutivo scelto dall'assemblea. 108 membri sono stati eletti con voto singolo trasferibile dai 18 collegi elettorali dell'Irlanda del Nord, con da 5 a 8 seggi per ciascuno a seconda della popolazione. L'Assemblea si è riunita per la prima volta il 31 luglio 1973. A seguito dell'accordo di Sunningdale, dal 1º gennaio 1974 è stato istituito un esecutivo con condivisione del potere. Dopo che l'opposizione all'interno del Partito Unionista dell'Ulster (UUP) e il Consiglio dei Lavoratori dell'Ulster hanno scioperato sulla proposta di un consiglio irlandese, l'esecutivo e l'Assemblea crollarono il 28 maggio 1974 quando Brian Faulkner si dimise da capo dell'esecutivo.

## Membri dell'Esecutivo dell'Irlanda del Nord (1974)
| Carica                                                                      | Titolare       | Periodo | Partito | Partito  |
| --------------------------------------------------------------------------- | -------------- | ------- | ------- | -------- |
| Capo esecutivo                                                              | Brian Faulkner | 1974    |         | UUP      |
| Vicecapo esecutivo                                                          | Gerry Fitt     | 1974    |         | SDLP     |
| Ministro dell'agricoltura                                                   | Leslie Morrell | 1974    |         | UUP      |
| Ministro del commercio                                                      | John Hume      | 1974    |         | SDLP     |
| Ministro dell'istruzione                                                    | Basil McIvor   | 1974    |         | UUP      |
| Ministro dell'ambiente                                                      | Roy Bradford   | 1974    |         | UUP      |
| Ministro delle finanze                                                      | Herbert Kirk   | 1974    |         | UUP      |
| Ministro della salute e dei servizi sociali                                 | Paddy Devlin   | 1974    |         | SDLP     |
| Ministro dell'edilizia abitativa, del governo locale e della pianificazione | Austin Currie  | 1974    |         | SDLP     |
| Ministro dell'informazione                                                  | John Baxter    | 1974    |         | UUP      |
| Ministro della giustizia e capo dell',Ufficio per la riforma del diritto    | Oliver Napier  | 1974    |         | Alleanza |

## Approvazione legislativa
L'Assemblea aveva il potere di approvare la legislazione primaria nota come Misure dell'Assemblea. L'assemblea ha approvato due misure di questo tipo:
- (EN)  Misura delle disposizioni finanziarie (Irlanda del Nord) 1974
- (EN)  Misura di assicurazione nazionale (Irlanda del Nord) 1974